# Buddy Kaye
Pour les articles homonymes, voir Kaye.
Buddy Kaye est un compositeur américain né le 3 janvier 1918 à New York, New York (États-Unis), décédé le 21 novembre 2002 à Rancho Mirage (États-Unis).

## Filmographie
- 1948 : The Bored Cuckoo
- 1948 : The Mite Makes Right
- 1950 : Cavalcade of Bands (série TV)
- 1950 : Star of the Family (série TV)
- 1951 : Vegetable Vaudeville
- 1967 : Kill a Dragon
- 1968 : For Singles Only
- 1969 : Change of Habit
- 1974 : The Doll Squad
- 1975 : The Cross-Wits (série TV)
- 1982 : Triumphs of a Man Called Horse
- 1983 : Man, Woman and Child
- 1985 : I Dream of Jeannie: 15 Years Later (TV)